# 日出生台演習場
日出生台演習場（ひじゅうだいえんしゅうじょう）は、大分県玖珠郡玖珠町、玖珠郡九重町、由布市、宇佐市にまたがる、大日本帝国陸軍及び陸上自衛隊の演習場である。日出生台の中央部にあり、総面積は約4,900 haで西日本最大の演習場である。

## 概要

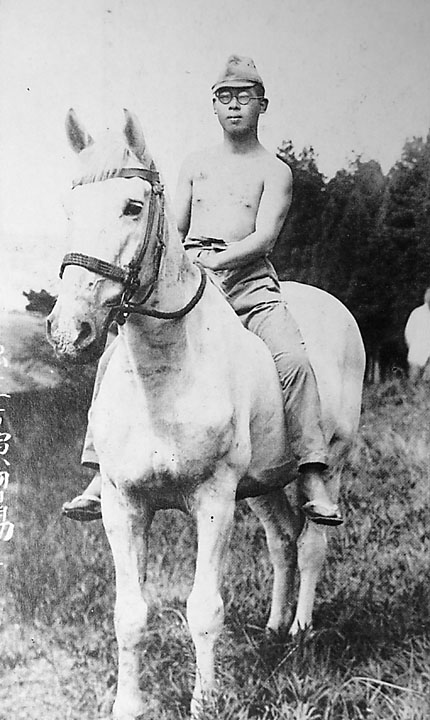
日出生台演習場で馬に乗るやなせたかし（1940年ごろ）

演習場の大部分は玖珠町に属しており、東側の一部が由布市、南西側の一部が九重町、北東側の一部が宇佐市となっている。演習場の管理は、湯布院駐屯地業務隊日出生台演習場管理班が担当している。
明治時代の日出生台は、森林が失われ土壌のやせた農業には適さない草原であったが、仮想戦地となる満州の地勢に似ているとして旧陸軍の演習地として利用されることとなった。初代演習場主管となった横田穰は、水不足の対策、治山治水、集団移転する農民の従事する産業育成のため、植林事業に私財を投じて取り組んだ。当初は反発もあったものの、横田による生活改善のさまざまな取り組みと、その人柄により地区住民から慕われるようになり、25年間で460万本の苗木を植林、1500 haを緑化した。
演習場の西には西部方面戦車隊などが駐屯する玖珠駐屯地があり、演習の際には（玖珠）戦車道と通称される駐屯地と演習場の間のコンクリート舗装された公道（大分県道679号川上玖珠線、大分県道409号下恵良九重線、玖珠町道からなり、途中で国道387号を横切り、大分自動車道の高架下を走る。）を戦車などが移動する。また、戦車道沿いに、道の駅童話の里くすがあり、見学する一般人も多い。
また、東には西部方面特科隊が駐屯する湯布院駐屯地が駐屯しており、戦車道に対照して、こちらは特科道と呼ばれている（大分県道50号安心院湯布院線と由布市道がコンクリート舗装されている）。
演習場では、230日の実弾演習を含む年間330日の演習が行われており、戦車砲、りゅう弾砲、迫撃砲、対戦車ミサイル、機関砲などの実弾射撃が実施される。在日米軍も沖縄県道104号線越え射撃訓練対策の一環として使用する。
演習場内は関係者以外立ち入り禁止となっているため、1000頭を超すシカやイノシシが生息しており、周辺で農作物の食害が広がっているため、演習の実施されない年末年始に限って、地元猟友会による有害鳥獣捕獲が行われている。

## 沿革
- 1899年（明治32年） - 旧帝国陸軍が演習のため日出生台を接収
- 1946年（昭和21年） - 終戦後米軍が駐留。その後、陸上自衛隊の演習場となる
- 1997年（平成9年） - キャンプ・ハンセンで行われていたアメリカ海兵隊の沖縄県道104号線越え実弾演習の一部を本演習場へ移転
- 2025年 (令和7年)8月18日 - 訓練中の隊員2人と連絡が取れなくなり、捜索していた隊員により心肺停止の状態で発見され、その後死亡が確認された[4]。司法解剖の結果、落雷による感電死と判明した[5]。